# 암흑가의 공포
"암흑가의 공포"는 1971년 공개된 대한민국의 영화이다.

## 배역
- 신영균
- 남정임